# Darkman (videogioco 1991 computer)
Darkman è un videogioco pubblicato nel 1991 per Amiga, Amstrad CPC, Atari ST, Commodore 64 e ZX Spectrum dalla Ocean Software.
È tratto dal film Darkman del 1990 ed è un misto di picchiaduro a scorrimento e piattaforme, con sottogiochi d'azione di vario genere.
A breve distanza la Ocean pubblicò anche Darkman per NES e Darkman per Game Boy, degli stessi generi ma molto differenti.

## Trama
Il giocatore controlla Peyton Westlake trasformato in Darkman e in cerca di vendetta contro una banda di malviventi. Lo scienziato è in grado di camuffarsi temporaneamente da altre persone per ingannare i nemici, ma ha bisogno di fotografie del soggetto per produrre la relativa maschera. Le sequenze del gioco sono ispirate a varie scene del film:
- A Chinatown Darkman inizia la sua vendetta sottraendo una valigia di denaro illegale alla banda del suo nemico Durant.
- Inseguito dagli scagnozzi di Durant, Darkman fugge attraverso uno stabilimento industriale per raggiungere il tetto.
- La fuga continua sui tetti, evitando gli attacchi dell'elicottero di Durant.
- Darkman deve piazzare bombe per distruggere il proprio laboratorio prima che cada in mano avversaria e infine fuggire nuovamente dal tetto.
- Aggrappato a una corda penzolante dall'elicottero di Durant, Darkman schiva il traffico stradale e infine lega la corda a un'autocisterna per distruggere l'elicottero.
- Darkman risale un grattacielo in costruzione per affrontare il cervello della banda, Strack, e liberare la propria fidanzata rapita.

Nelle versioni Amiga e Atari ST è presente un finale drammatico con immagini statiche di Darkman che fa precipitare Strack dal grattacielo.

## Modalità di gioco
Darkman è costituito da fasi d'azione di generi diversi, alcune delle quali si ripetono più volte con scenari differenti. Ci sono variazioni anche sostanziali tra le versioni a 8 bit (CPC/C64/Spectrum) e le versioni a 16 bit (Amiga/ST). Di seguito si descrivono le fasi nell'ordine in cui si presentano.
1. Solo sui 16 bit si inizia con una fase di fotografia (vedi terzo punto).
2. Picchiaduro a scorrimento orizzontale lungo la strada di Chinatown, combattendo a calci e pugni.
  - 8 bit: picchiaduro bidimensionale dove Darkman può andare solo a destra e sinistra, saltare e abbassarsi, anche per schivare cani e proiettili.
  - 16 bit: picchiaduro 2.5D somigliante al classico Double Dragon[3], contro scagnozzi disarmati. Si possono raccogliere casse da lanciare come arma.
3. Sessione fotografica: controllando un mirino su una visuale in prima persona fissa, si devono scattare fotografie di un certo avversario, che poi Darkman elabora al computer per creare una sua maschera. Tempo e numero di scatti sono limitati. Sugli 8 bit vari personaggi, di cui solo uno è quello giusto, si affacciano momentaneamente in vari punti della scena; sui 16 bit il personaggio da fotografare si vede passare correndo nelle finestre di un edificio. Nel livello successivo a ogni sessione fotografica, inizialmente e per un tempo limitato, Darkman avrà il travestimento ottenuto grazie alle foto, cosa che tuttavia non sembra avere alcun effetto pratico sull'azione del gioco[4]. Sugli 8 bit il volto del travestimento apparirà solo su un'icona; sui 16 bit cambia anche l'aspetto del protagonista in gioco.
4. Fase a piattaforme bidimensionale, dentro lo stabilimento, con scorrimento in tutte le direzioni. Lo scenario è intricato, con molti piani, scale verticali e precipizi. Oltre agli scagnozzi, nello scenario ci sono oggetti pericolosi e trappole. I comandi sono destra e sinistra, arrampicarsi su scale, pugno, calcio, saltare, abbassarsi. L'uscita da raggiungere è da qualche parte in cima all'edificio.
5. Percorso a ostacoli sui tetti della città, a piattaforme a scorrimento orizzontale, mentre si viene bersagliati dalle bombe lanciate da un elicottero. Non ci sono altri nemici né mosse di attacco, si deve solo fuggire.
6. Altra sessione fotografica.
7. Altra fase a piattaforme, nel magazzino del laboratorio.
8. Mentre Darkman è aggrappato a una corda penzolante dall'elicottero che vola lungo una strada, si deve dondolare a destra e sinistra per evitare di sbattere contro auto e camion ed evitare le bombe che l'elicottero continua a lanciare.
  - 8 bit: la vista è dall'alto a scorrimento verticale e l'elicottero si sposta tra le corsie.
  - 16 bit: la vista è tridimensionale da dietro, l'elicottero si sposta a destra e sinistra mentre i veicoli si avvicinano arrivando dallo sfondo. Darkman può anche saltare.
9. Altra sessione fotografica.
10. Altra fase a piattaforme, sul grattacielo in costruzione. In cima all'edificio avviene lo scontro finale con il boss[3].

In tutte le fasi non fotografiche il pannello informativo in basso è lo stesso e contiene tra l'altro una barra dell'energia vitale del protagonista.

## Sviluppo
Le versioni Amiga e Atari ST di Darkman sono opera del programmatore Mick West e del grafico James Clarke, allora già noti per aver lavorato a vari titoli, con qualche contributo di idee da Gary Bracey, direttore software della Ocean. Musica ed effetti sonori sono di Jonathan Dunn, musicista interno della Ocean.
West e Clarke hanno lavorato al progetto per cinque mesi, utilizzando il sistema di sviluppo PDS su PC. Si sono basati sulla sceneggiatura e su fotogrammi del film, ma la Ocean non aveva i diritti per riprodurre i volti degli attori. Secondo gli sviluppatori, le maggiori difficoltà vennero dall'ingrandimento degli sprite del traffico stradale nella fase tridimensionale.
Le altre versioni sono accreditate alla casa di sviluppo esterna Twilight.

## Accoglienza
La stampa europea accolse Darkman con giudizi medi positivi, ma non molto, nelle versioni a 8 bit (Commodore 64, ZX Spectrum, Amstrad CPC).
Furono meno apprezzate, con medie anche un po' sotto la sufficienza, le versioni a 16 bit (Amiga e Atari ST).
Il gioco a fasi miste, sebbene abbastanza ben realizzato, non era molto originale e proponeva perlopiù cose già viste in questo tipo di giochi della Ocean.